# الداودية (الحديدة)

تعديل مصدري - تعديل

الداوديه هي إحدى قرى مديرية القناوص، التابعة لمحافظة الحديدة اليمنية، بلغ تعداد سكانها 3611 نسمة حسب الإحصاء الذي جرى عام 2004.